# Timecode
Il timecode è una sequenza di codici numerici generata a intervalli regolari da un sistema temporizzato. Si tratta di un segnale di ampio utilizzo in diversi ambiti per la sincronizzazione di segnali e per la scalettatura del materiale registrato su supporti audio/video.

## Formati comuni di timecode
A livello SMPTE sono convalidati alcuni tipi di timecode universalmente utilizzati per la produzione cinematografica e audiovisiva, i cui segnali possono essere codificati in diversi formati:
- Timecode lineare
- Timecode sull'intervallo verticale
- Timecode display
- CTL timecode
- Keykode

Altri tipi di codifica:
- MIDI timecode
- AES-EBU embedded timecode
- SMPTE Timecode
- Rewritable consumer timecode

Timecode per utilizzi diversi dalla produzione audiovisiva:
- IRIG timecode Usato per scopi militari, governativi e commerciali.